# Elizabeth Jennings
Elizabeth Jennings, de nom complet Elizabeth Joan Jennings (Boston, Lincolnshire, 18 de juliol de 1926 - Bampton, Oxfordshire, 28 d'octubre de 2001) va ser una bibliotecària, escriptora i poetessa anglesa.
Filla de Henry Cecil Jennings, director mèdic de Boston, va rebre educació a Oxford High School i al St. Anne's College, a Oxford. Amb sis anys, la família es va traslladar a Oxford, on va assistir a l'escola secundària i va descobrir poesia. Amb 13 anys, després d'esclatar la Segona Guerra Mundial les preocupacions espirituals i la sensació de vulnerabilitat, amb la sensibilitat al sofriment dels altres, es convertirien en elements importants en la seva producció poètica. Jennings es va convertir en bibliotecària a la biblioteca de la ciutat d'Oxford. La poesia es va convertir aleshores en el seu principal interès. En aquest moment va aparèixer el seu primer recull, Poems (1953), el qual despertà un gran interès; i l'any següent guanyà el premi Somerset Maugham amb el recull A Way of Looking (1955). Va deixar la biblioteconomia per convertir-se en lectora editorial de Chatto & Windus entre 1958 i 1960, i posteriorment va escriure crítiques regulars de poesia per al Daily Telegraph. Mentrestant, va continuar escrivint poemes de forma constant i prolífica. Song for a Birth or a Death (1961) va marcar un punt d'inflexió, amb una visió més salvatge de l'amor, com en alguns dels seus poemes posteriors, Recoveries (1964) i The Mind Has Mountains (1966). Altres treballs inclouen The Animals's Arrival (1969), Lucidity (1970), Relationships (1972). Generacionalment estigué vinculada al grup "The Movement". En el volum Celebrations and Elegies (1982), defuig les formes més tradicionals, tot i que no fou una poetessa experimentadora. També va publicar Extending the Territory (1985) i Spirits Familiar (1994). Una traducció, The Sonnets of Michelangelo (1961), va ser revisada el 1969. També va publicar poesia per a nens. En 11986 va rebre el premi W.H. Smith per Collected Poems 1953-85 i en 1992 Jennings es va convertir en Comandant de l'Imperi Britànic.